# Krivogaštani
Krivogaštani (makedonsky: Кривогаштани) je vesnice nedaleko města Prilep v Pelagonském regionu v Severní Makedonii. Vesnice je zároveň centrem opštiny Krivogaštani.

## Demografie
Podle sčítání lidu v roce 2002 žije ve vesnici 1 870 obyvatel. Etnickými skupinami jsou:
- Makedonci – 1,860
- Srbové – 1
- Romové – 8
- ostatní – 1

## Sporty
Lokálním fotbalovým klubem je FK Mladost, která hraje ve třetí lize.